# MV New Flame
El MV New Flame fue un barco de transporte de fabricación surcoreana y propiedad griega en el momento de su hundimiento. Chocó con un petrolero a poca distancia de Punta Europa, frente a la bahía de Algeciras, el 12 de agosto de 2007, acabando parcialmente hundido. El barco se partió en dos partes en diciembre de 2007, en medio de numerosos esfuerzos de recuperación. Después del rescate de la tripulación, el capitán fue detenido por haber partido sin autorización y, más adelante, fue puesto en libertad bajo fianza.

## Descripción de la nave
El MV New Flame medía 190 m (623,4 pies) de eslora, 30 m (98,4 pies) de manga, 28 m (91,9 pies) de calado aéreo y 16 m (52,5 pies) de los cuales son de calado. Tenía un peso de casi 27 000 t. En el momento del incidente, tenía una tripulación de 23 personas y era propiedad de la empresa griega "Transmar". El barco fue construido en junio de 1994 por Daewoo H.I, Corea del Sur y en un primer momento bautizado con el nombre de "Skaustrand". Desde 1995 pasó a llamarse Aditya Gautam, siendo propiedad de la empresa india "Textiles & Industries Ltd" que lo vendió en 2005 a "Transmar" por 22,5 millones de dólares.

## Hundimiento

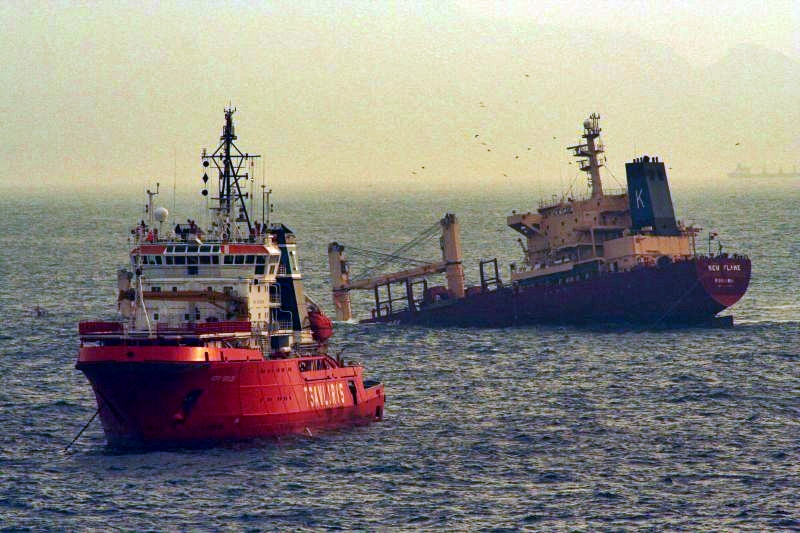
Esfuerzos de recuperación, 13 de octubre de 2007.

### Colisión
A primeras horas de la mañana del 12 de agosto de 2007, el MV New Flame que partía de Punta Europa en ruta hacia Turquía, con 27 000 t de metal y 750 t de combustible. Próximo a un kilómetro al sur de Punta Europa, chocó contra el Torm Gertrud, un petrolero danés. El petrolero acudió a Algeciras tras el incidente, donde fue reparado, pero el MV New Flame permaneció semi-hundido en el lugar.

### Intentos de recuperación
La retirada del combustible del barco se inició el 15 de agosto, con la llegada para tal propósito del buque Hua-An, y posteriormente del Fotiy Krylov. El 20 de agosto el barco empezó a partirse en dos. El Fotiy Krylov intentó desplazar parte del casco. El 24 de agosto, una parte del casco pudo ser reflotada. En agosto de 2008, la sección de popa fue reflotada.